# Marcos Antonio García
Marco Antonio Garcia Nascimento (Franca, 27 de julio de 1979), más conocido como Nasa, es un exfutbolista brasileño. Jugaba de mediocampista y su último club fue Luverdense de Brasil.

## Trayectoria
Debutó en el fútbol japonés en el año 1999, vistiendo la camiseta de Kyoto Purple Sanga.
En el año 2003 jugaría en el fútbol de ascenso mexicano. En dicho país pasaría por Celaya, Huracanes de Colima.
Luego de su paso por México pasó al fútbol uruguayo, donde defendió a Rampla Juniors entre 2005 y 2006. 
Al año siguiente volvió al fútbol mexicano para jugar en Gallos Blancos Querétaro. Debutó en la Primera División Mexicana el 2 de septiembre de 2006 donde Querétaro enfrentaría a Cruz Azul, el mismo terminó con la victoria de los Gallos Blancos por 2 a 1. 
En 2008 retorna al fútbol uruguayo, tuvo un breve paso por el Club Atlético Peñarol, donde convertiría un gol en 16 partidos. 
En 2009 ficha por Defensor Sporting, convirtiendo un gol en 15 partidos.
El mismo año pasa a Atenas, donde convierte tres goles en 11 partidos.
En el año 2010 se aventuró en Chile, donde recaló en el Deportes Concepción, donde se desempeñó como mediocampista y no pudo lograr el ascenso, pero con el club llegó a la final de la Copa Chile Bicentenario, donde perdieron la final por penales ante Deportes Iquique por 4-3.

### Clubes
| Club                | País                | Año         | Partidos | Goles | Prom. |
| ------------------- | ------------------- | ----------- | -------- | ----- | ----- |
| Albirex Niigata     | Japón               | 2000        | 36       | 14    | 0.39  |
| Celaya              | México              | 2003 - 2004 | 37       | 6     | 0.16  |
| Huracanes de Colima | México              | 2004 - 2005 | 34       | 7     | 0.21  |
| Rampla Juniors      | Uruguay             | 2005 - 2006 | 33       | 12    | 0.36  |
| Querétaro           | México              | 2006 - 2007 | 39       | 5     | 0.13  |
| Peñarol             | Uruguay             | 2008        | 16       | 1     | 0.06  |
| Defensor Sporting   | Uruguay             | 2009        | 15       | 1     | 0.07  |
| Atenas              | Uruguay             | 2009        | 11       | 3     | 0.27  |
| Deportes Concepción | Chile               | 2010        | 25       | 9     | 0.36  |
| Platense            | Honduras            | 2011        | 0        | 0     | 0.25  |
| Luverdense          | Brasil              | 2012        | 23       | 5     | 0.22  |
| Total en su carrera | Total en su carrera | 2000 - 2012 | 282      | 66    | 0.23  |

## Palmarés

### Campeonatos nacionales
| Título          | Club              | País    | Año  |
| --------------- | ----------------- | ------- | ---- |
| Torneo Clausura | Querétaro         | México  | 2006 |
| Ascenso MX      | Querétaro         | México  | 2006 |
| Torneo Clausura | Peñarol           | Uruguay | 2008 |
| Torneo Clausura | Defensor Sporting | Uruguay | 2009 |